# موجات متنقلة دوريا

الموجات المتنقلة دوريًا

الموجات المتنقلة دوريًا (بالإنجليزية: Periodic travelling wave)‏ في الرياضيات هي نوع من الدوال الدورية ذات البعد الواحد والتي تتحرك بسرعة ثابتة. وبناء علي ذلك فهي تعتبر نوع خاص من الذبذبات الزمكانية (وهي دالة دورية في الزمان والمكان).
تلعب الموجات المتحركة الدورية دورًا أساسيًا في الكثير من المعادلات الرياضية، ومنها نظام التذبذب الذاتي، والأنظمة القابلة للكسر، وأنظمة التفاعل-الانتشار التلقائي. وتستخدم معادلات من هذه الأنواع على نطاق واسع كنماذج رياضية للبيولوجيا والكيمياء والفيزياء، والعديد من الأمثلة في الظواهر التي تشبه الموجات المتحركة الدورية التي عُثر عليها تجريبيا.
طُورت النظرية الرياضية للموجات المتحركة الدورية بشكل كامل للمعادلات التفاضلية الجزئية، ولكن هذه الحلول تحدث أيضًا في عدد من الأنواع الأخرى من النظام الرياضي، بما في ذلك المعادلات التكاملية، معادلات التكاملية، شبكات الخريطة المزدوجة والأوتومات الخلوية، وفضلاً عن كونها مهمة في حد ذاتها، فإن الموجات الدورية تكون كبيرة مثل المكافئ أحادي البعد للموجات الحلزونية وأنماط الأهداف في الفضاء ثنائي الأبعاد، وموجات التمرير في الفضاء الثلاثي الأبعاد.

## تاريخ البحث
دُرست الموجات المتحركة الدورية لأول مرة في سبعينيات القرن العشرين. كانت ورقة بحثية أولية رئيسية لـ (نانسي كوبل) و(لو هوارد) التي أثبتت عدة نتائج أساسية على الموجات المتحركة الدورية في معادلات التفاعل-الانتشار. تبع ذلك نشاط بحث مهم خلال السبعينيات وأوائل الثمانينيات. ثم كانت هناك فترة من الخمول، قبل أن يُجدد الاهتمام بالموجات المتنقلة الدورية من خلال العمل الرياضي على توليدها، ومن خلال اكتشافها في علم البيئة، في مجموعات البيانات الزمكانية على المجموعات الدورية. منذ منتصف العقد الأول من القرن الحالي، استفاد البحث في موجات السفر الدورية من الطرق الحسابية الجديدة لدراسة استقرارها وثباتها المطلق.

## العائلات
يعتمد وجود الموجات المتحركة الدورية عادة على قيم المتغيرات في معادلة رياضية. إذا كان هناك حل موجة متنقلة دورية، فهناك عادة عائلة من هذه الحلول، مع سرعات موجة مختلفة. بالنسبة للمعادلات التفاضلية الجزئية، تحدث الموجات الدورية عادة لنطاق مستمر من سرعات الموجة.

## الاستقرار
السؤال المهم هو ما إذا كانت الموجة المتنقلة الدورية مستقرة أم غير مستقرة كحل من النظام الرياضي الأصلي. بالنسبة للمعادلات التفاضلية الجزئية، من المعتاد أن تنقسم العائلة الموجية إلى أجزاء مستقرة وغير مستقرة. بالنسبة إلى الموجات المتحركة الدورية غير المستقرة، فإن السؤال الفرعي المهم هو ما إذا كانت غير مستقرة بشكل مطلق أو غير مستقر، وهذا يعني وجود أو عدم وجود أنماط خطية متنامية ثابتة. حُلت هذه المشكلة فقط لبعض المعادلات التفاضلية الجزئية.

## الجيل
هناك عدد من آليات توليد الموجات المتنقلة بشكل دوري أصبحت الآن راسخة. وتشمل هذه:
- عدم التجانس: يمكن للضوضاء المكانية في قيم المتغيرات توليد سلسلة من النطاقات من الموجات المتحركة الدورية. وهذا مهم في التطبيقات للتفاعلات الكيميائية التذبذبية، حيث يمكن أن تسبب الشوائب أنماطًا مستهدفة أو موجات لولبية، وهي تعميمات ثنائية الأبعاد للموجات المتحركة الدورية. قدمت هذه العملية الدافع للكثير من العمل على موجات السفر الدورية في السبعينات وأوائل الثمانينات. كما اُقترح عدم تجانس المناظر الطبيعية باعتباره سببا في موجات السفر الدورية المشاهدة في علم البيئة.
- الغزوات، التي يمكن أن تترك موجة سفر دورية في أعقابها. هذا أمر مهم في نظام تايلور-كويت في وجود تدفق من خلال، في النظم الكيميائية مثل تفاعل بيلؤوسوف-جابوتينسكي وفي نظم المفترس والفريسة في علم البيئة.
- حدود المجال مع شروط الحدود ديريتشليت أو روبين. من المحتمل أن يكون هذا مهمًا في علم البيئة، حيث تتوافق شروط روبين أو ديريتشليت مع الحدود بين الموطن والبيئة المعادية المحيطة. لكن من الصعب الحصول على أدلة تجريبية نهائية حول سبب الموجات في الحصول على الأنظمة البيئية.
- الهجرة مدفوعة بالمطاردة والتهرب. هذا قد يكون كبيرا في علم البيئة.
- الهجرة بين المجموعات السكانية الفرعية، والتي لها مرة أخرى أهمية إيكولوجية محتملة.

في جميع هذه الحالات، السؤال الرئيسي هو الذي يُختار عضو من عائلة الموجات المتنقلة دوريًا. بالنسبة لمعظم الأنظمة الرياضية، تظل هذه مشكلة مفتوحة.

## الفوضي الزمكانية
من الشائع أنه بالنسبة لبعض قيم المتغيرات، تكون الموجات الدورية الناتجة عن آلية توليد موجة غير مستقرة. في مثل هذه الحالات يتطور الحل عادة إلى فوضى زمكانية. وبالتالي فإن الحل ينطوي على الانتقال الزمكاني إلى الفوضى عبر الموجة المتنقلة الدورية.

## نظام لمدا-أوميجا ومعادلة (جينزبرج-لونداو)
هناك نظامان رياضيان خاصان يعملان كنماذج أولية للموجات المتحركة الدورية، والتي كانت أساسية لتطوير الفهم الرياضي والنظرية. هذه هي فئة "لمدا-اوميجا" من معادلات التفاعل-الانتشار: {\displaystyle {\frac {\partial u}{\partial t}}={\frac {\partial ^{2}u}{\partial x^{2}}}+\lambda (r)u-\omega (r)v}
{\displaystyle {\frac {\partial v}{\partial t}}={\frac {\partial ^{2}v}{\partial x^{2}}}+\omega (r)u+\lambda (r)v}
(r=(u2+v2)1/2) ونظرية غينزبورغ-لانداو المعقدة.
{\displaystyle {\frac {\partial A}{\partial t}}=A+(1+ib){\frac {\partial ^{2}A}{\partial x^{2}}}-(1+ic)|A|^{2}A}
(A قيمة تخيلية). لاحظ أن هذه الأنظمة هي نفسها إذا كانت λ (r) = 1-r2 و ω (r) = - c r2 و b = 0. يمكن تبسيط كلا النظامين عن طريق إعادة كتابة المعادلات من حيث الاتساع (r أو | A |) والطور (arctan (v / u) أو arg A). بمجرد إعادة كتابة المعادلات بهذه الطريقة، من السهل أن ترى أن الحلول ذات الاتساع المستمر هي موجات دورية، مع كون الطور دالة خطية للزمان والزمان. لذلك u وv، أو Re (A) وIm (A)، هي وظائف جيبية من المكان والزمان.
هذه الحلول الدقيقة للعائلات الموجة المتنقلة دورية تمكن قدر كبير من مزيد من الدراسة التحليلية. يمكن العثور على الظروف الدقيقة لاستقرار الموجات المتنقلة الدورية، ويمكن تقليل شرط الاستقرار المطلق إلى حل متعدد الحدود البسيط. كما حُصل على حلول دقيقة لمشكلة الاختيار للموجات الناتجة عن الغزوات وبشروط حدود صفر (ديريتشيلت). في الحالة الأخيرة، بالنسبة إلى معادلة غينزبورغ-لانداو المعقدة، فإن الحل الشامل هو ثقب نوزاكي-بيكي الثابت.
كثير من العمل على الموجات المتحركة دوريًا في معادلة التخيلية لـ غينزبرغ-لانداو في الأدب الفيزيائي، حيث تعرف عادة باسم موجات المستوي.

## الحساب العددي للموجات المتنقلة دوريًا واستقرارها
بالنسبة لمعظم المعادلات الرياضية، فإن الحساب التحليلي لحلول الموجات المتنقلة الدورية غير ممكن، وبالتالي من الضروري إجراء الحسابات العددية. بالنسبة للمعادلات التفاضلية الجزئية، تشير إلى x وt (أحادية البعد) الفضاء والمتغيرات الزمنية، على التوالي. ثم موجات السفر الدورية هي وظائف متغير موجة السفر z = x-c t. إن استبدال نموذج الحل هذا في المعادلات التفاضلية الجزئية يعطي نظامًا من المعادلات التفاضلية العادية المعروفة باسم معادلات الموجة المتنقلة. موجات السفر الدورية تقابل دورات الحد من هذه المعادلات، وهذا يوفر الأساس للحسابات العددية. النهج الحسابي القياسي هو الاستمرارية العددية لمعادلات الموجات المتنقلة. يقوم المرء أولاً بمواصلة حالة ثابتة لتحديد نقطة تشعب هوبف. هذه هي نقطة البداية لفرع (عائلة) من حلول الموجات المتنقلة الدورية، والتي يمكن للمرء أن يتبعها عن طريق الاستمرار العددي. في بعض الحالات (غير الاعتيادية) كلتا نقطتي النهاية لفرع (عائلة) من حلول الموجة المتنقلة الدورية هي حلول متماثلة، وفي هذه الحالة يجب على المرء أن يستخدم نقطة بداية خارجية، مثل الحل العددي للمعادلات التفاضلية الجزئية.
يمكن أيضا حساب استقرار موجة السفر الدورية عدديا، عن طريق حساب الطيف. ويصبح هذا أسهل من خلال حقيقة أن طيف حلول موجة السفر الدورية للمعادلات التفاضلية الجزئية يتكون بالكامل من الطيف الأساسي. وتشمل الطرق العددية الممكنة طريقة هيل والاستمرار العددي للطيف. وتتمثل إحدى مزايا الأسلوب الأخير في إمكانية تمديده لحساب الحدود في حيز المعلمات بين موجات مستقرة وغير مستقرة.
البرنامج: صُممت حزمة البرمجيات المجانية والمفتوحة المصدر ويفترين للدراسة العددية لموجات السفر الدورية. وباستخدام الاستمرارية العددية، تستطيع ويفترين حساب شكل وثبات حلول الموجات المتنقلة الدورية للمعادلات التفاضلية الجزئية، ومناطق مساحة المعلمة التي توجد بها الموجات والتي تكون فيها مستقرة.

## التطبيقات
أمثلة من الظواهر التي تشبه الموجات المتنقلة دوريًا التي عُثر عليها تجريبيا تشمل ما يلي:
- العديد من السكان الطبيعية يخضعون لدورات متعددة السنوات من وفرة. في بعض الحالات تُنظم هذه الدورات العمرية مكانياً في موجة سفر دورية. عُثر على هذا السلوك في الفولمرات في فينوسكنديا وشمال المملكة المتحدة، والأرفية في شمال فينوسكنديا، والبراعم اليرقات في جبال الألب الأوروبية والاحمر الأحمر في اسكتلندا.
- في المناخ شبه قاحل، غالباً ما ينظم النبات نفسه في أنماط مكانية. على المنحدرات، عادة ما يتكون هذا من خطوط نباتية متوازية مع الخطوط، مفصولة بخطوط من الأرض العارية. يعرف هذا النوع من النباتات النطاقات أحيانا باسم شجيرة النمر. وقد أفادت العديد من الدراسات القائمة على الملاحظة بطء حركة الخطوط في الاتجاه صعودا. لكن في عدد من الحالات الأخرى، تشير البيانات بوضوح إلى أنماط ثابتة، ومسألة الحركة لا تزال مثيرة للجدل. الاستنتاج الأكثر تناسقاً مع البيانات المتاحة هو أن بعض أنماط الغطاء النباتي النطاقات تتحرك في حين أن البعض الآخر لا يتحرك. الأنماط في الفئة السابقة لها شكل الموجات المتنقلة دوريًا.
- تحدث روابط الموجات في تفاعلات كيميائية متذبذبة وفعالة. وقد لوحظ في السبعينات في تفاعل بيلؤوسوف-جابوتينسكي وشكلوا دافعا هاما للعمل الرياضي الذي أنجز على الموجات المتنقلة الدورية في ذلك الوقت. كما استغلت الأبحاث الحديثة القدرة على ربط العصابات الملاحظة تجريبيا بالنظرية الرياضية للموجات المتنقلة الدورية عن طريق النمذجة المفصلة[3]
- تحدث الموجات المتنقلة دوريًا في الشمس، كجزء من الدورة الشمسية. وهي نتيجة لتوليد المجال المغناطيسي للشمس بواسطة الدينامو الشمسي. على هذا النحو، فهي ترتبط البقع الشمسية.
- في الهيدروديناميكية، غالباً ما تتضمن أنماط الحمل الحراري موجات سفر دورية. حالات محددة تشمل الحمل الحراري للسائل الحراري والحمل الحراري للسلك.
- تحدث أنماط الموجة الدورية الدورية في «عدم استقرار الطابعة»، حيث تُملئ الفجوة الرقيقة بين أسطوانتين لولنتين تدوران بالزيت.